# Ballet de l'Opéra national de Paris

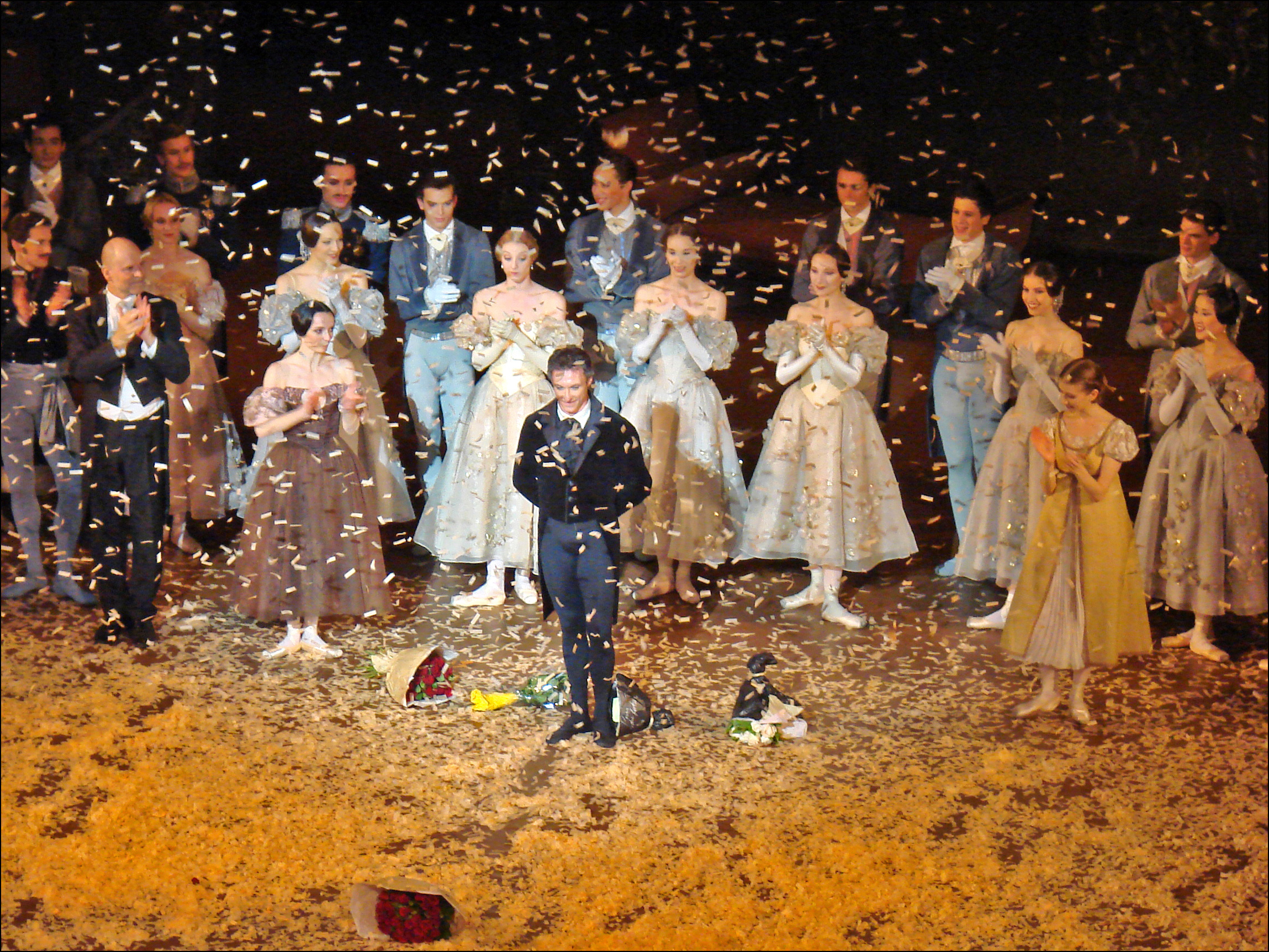
Ovation à Manuel Legris, danseur étoile du ballet de l'Opéra national de Paris, lors de ses « adieux » après sa dernière représentation dans le ballet Onéguine de John Cranko, le 15 mai 2009

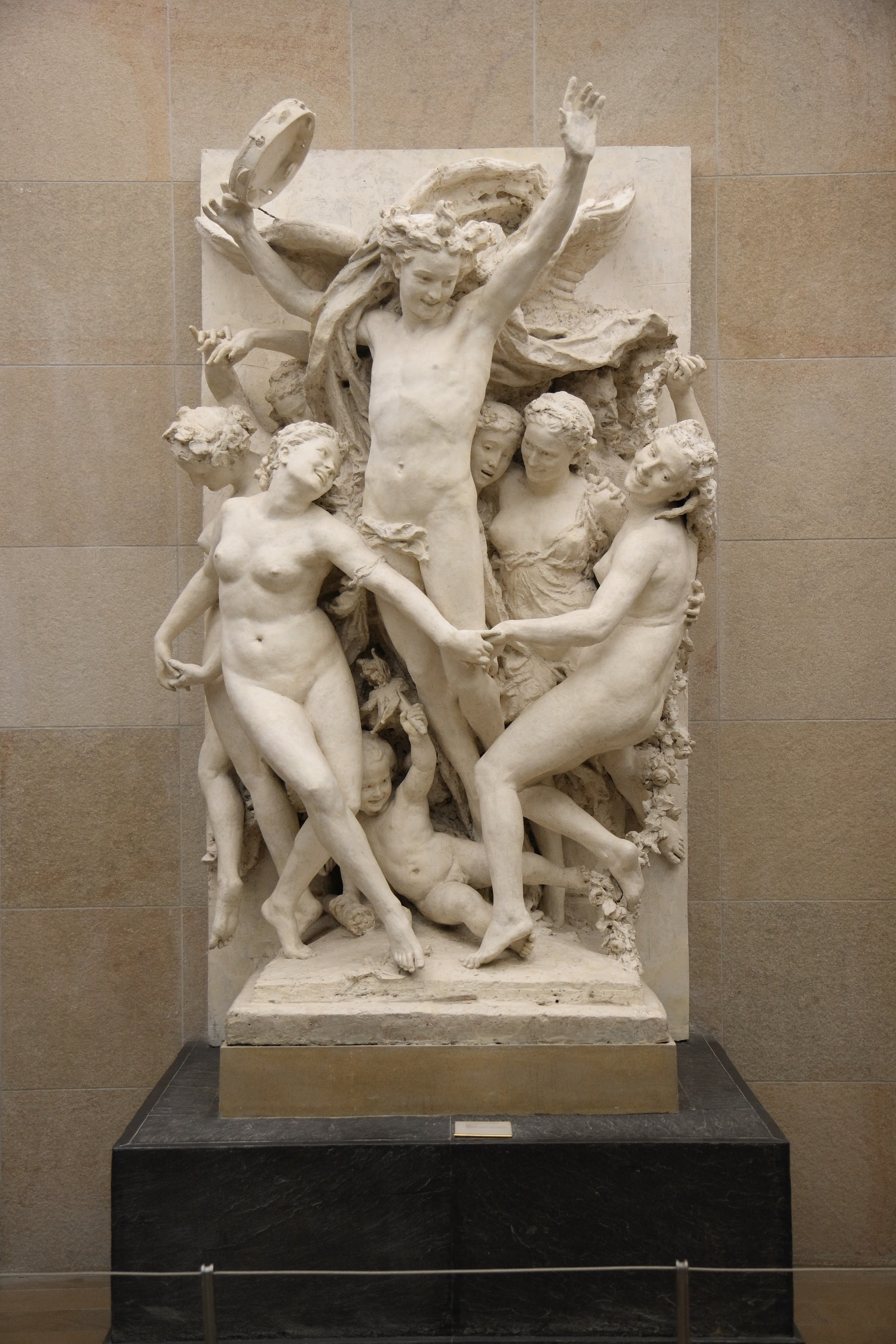
La Danse de Jean-Baptiste Carpeaux, créé pour la façade sud de l'Opéra Garnier (Musée d'Orsay).

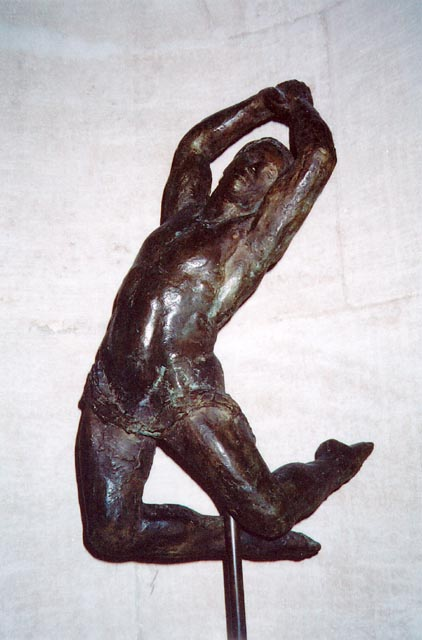
Alexandre Kalioujny, danseur étoile dans un saut des Danses polovtsiennes du Prince Igor, bronze de Jacques Gestalder (Bibliothèque-musée de l'Opéra)

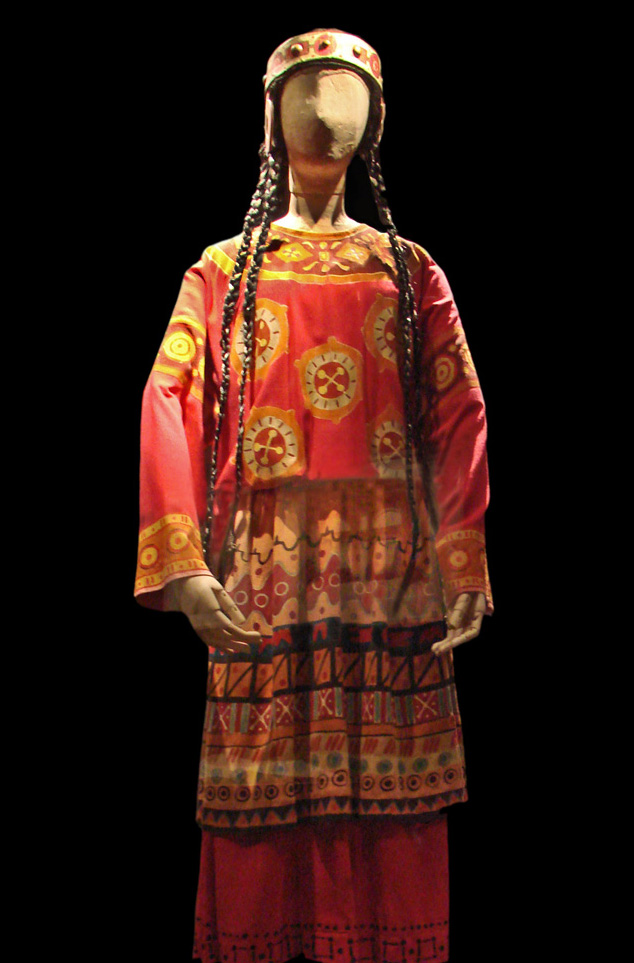
Costume pour Le Sacre du Printemps, reprise à l'Opéra national de Paris en 1991, Marie-Claude Pietragalla dans le rôle de l'Élue

Le ballet de l’Opéra national de Paris est l'une des plus prestigieuses et la plus ancienne des compagnies de danse classique du monde,,.
En 1661 Louis XIV crée l'Académie royale de danse, puis en 1669 et à l'instigation de Jean-Baptiste Colbert, le corps de ballet est intégré à l’Académie royale de musique. Il fait aujourd'hui partie de l’Opéra national de Paris.
Le ballet est composé aujourd'hui de 154 danseurs. Il donne de l'ordre de 180 représentations par saison.
Les danseurs du ballet sont en grande majorité issus de son école de danse, considérée comme une des meilleures du monde.
C'est ainsi que le ballet de l'Opéra national de Paris a son propre vivier avec l'école de danse et recrute très peu à l'extérieur, ce qui sert l'unité de style de la danse française.

## Historique

### Les débuts
Les deux siècles suivant sa création voient le ballet de l’Opéra changer onze fois de lieu.
Depuis 1875, le ballet de l’Opéra est basé au Palais Garnier .
L'École de l’Académie royale de danse est fondée en 1713. Elle est la plus ancienne école de danse du monde occidental mais aussi le berceau de la danse académique classique mondiale.
L'école du ballet s'appelle aujourd’hui « l'école de danse de l'Opéra national de Paris » et s'installe en 1987 à Nanterre près du parc André-Malraux, à dix kilomètres du Palais Garnier.
Au départ, une troupe nombreuse, exclusivement masculine jusqu'en 1681, danse dans les divertissements et les intermèdes d'opéras. En 1776, Jean-Georges Noverre, puis les frères Maximilien et Pierre Gardel, y imposent le ballet d'action qui fleurissait déjà sur d'autres scènes françaises.

### LeXIXesiècle
Peu à peu le ballet s'affranchit de l'opéra et, au début du XIXe siècle, se constitue un répertoire d'œuvres chorégraphiques pures, jusqu'à l'apothéose du ballet romantique. C'est là que sont créées les plus grandes œuvres classiques, comme La Sylphide (1832), Giselle (1841), Paquita (1846), Le Corsaire (1865) ou Coppélia (1870).
À la fin du XIXe siècle, le centre européen de la danse n'est plus Paris mais il s'est déplacé à Saint-Pétersbourg, sous la houlette de Marius Petipa. La plupart des grandes danseuses de l'Opéra de Paris ont gagné la Russie et le ballet de l'Opéra fait essentiellement appel à des danseuses italiennes formées à l'école de Carlo Blasis et d'Enrico Cecchetti, comme Aïda Boni, Pierina Legnani, Rita Sangalli ou Carlotta Zambelli.

### LeXXesiècle
Au XXe siècle, le renouveau est amorcé par les Ballets russes de Serge de Diaghilev qui présentent six de leurs saisons à l'Opéra de Paris. Serge Lifar amplifie le mouvement de rénovation, auquel contribuent George Balanchine et George Skibine.

### Les années de Rudolf Noureev
À partir des années 1970, le ballet se donne une double vocation : maintien de la tradition et ouverture à la modernité. C'est ainsi que, à côté de reconstitutions d'œuvres du XVIIIe siècle (par Ivo Cramer ou Francine Lancelot) et de pièces du répertoire romantique (Petipa et Nijinski revisités par Noureev), le ballet aborde le répertoire contemporain en invitant des chorégraphes comme Carolyn Carlson, Merce Cunningham, Maguy Marin, Angelin Preljocaj, Dominique Bagouet ou Pina Bausch.
Tout au long des années 1980, l'histoire de la troupe est marquée par la figure de Rudolf Noureev, qui occupe de 1983 à 1989 le poste de directeur de la danse. Au départ mal accepté par les danseurs qui lui reprochent notamment de se servir de la troupe pour ses intérêts personnels et de monopoliser les rôles solistes.
En 1986, il entre en conflit avec Maurice Béjart, alors chorégraphe invité : le 24 mars, à l'issue de la création de son ballet Arépo, Maurice Béjart nomme Manuel Legris et Éric Vu-An danseurs étoiles, sans en avoir le droit. Rudolf Noureev contraint Maurice Béjart à faire marche arrière.
Rudolf Noureev a pu constituer un répertoire de ballets classiques qui forme encore aujourd'hui le cœur du répertoire de la troupe, assurant à la fois une part importante des représentations et ses plus grands succès populaires.
Sa version du 'Lac des cygnes, créée en 1984, a ainsi subi une fronde des danseurs qui ont obtenu le maintien au répertoire de l'ancienne version du ballet, celle de Vladimir Bourmeister. Cette dernière version sera d'ailleurs reprise une dernière fois sous son successeur Patrick Dupond, soucieux d'effacer les traces de son prédécesseur ; la version de Noureev s'imposera par la suite sans concurrence.
C'est un autre danseur vedette qui succède à Noureev en 1990 : Patrick Dupond, contrairement au danseur russe, est issu de la troupe et n'a pas de prétention à la chorégraphie. Son mandat s'achève précocement en 1994 : l'entente avec le nouveau directeur de l'Opéra national de Paris, Hugues Gall, s'avère impossible. Il s'ensuit un procès au titre du licenciement concomitant de Dupond en tant que danseur étoile.

### Époque actuelle
En 1995, Brigitte Lefèvre devient directrice de la danse à la tête du ballet de l'Opéra national de Paris. Elle poursuit une politique d'ouverture ce qui entraîne des représentations des grands chorégraphes invités, parmi William Forsythe, Pierre Lacotte et John Neumeier.
En septembre 2004, Gérard Mortier assure la succession d'Hugues Gall à la direction de l'Opéra national de Paris et ce, jusqu'en 2010, la date à laquelle il rejoint le Teatro Real de Madrid.
Sous son impulsion, neuf danseurs étoiles sont nommés, dont certains relativement âgés pour le métier, Wilfried Romoli, Delphine Moussin et en 2009 Isabelle Ciaravola.
Ces nominations rendent caduque la limite de douze étoiles qu'imposait Hugues Gall à son époque.
Après une période courte et turbulente avec Benjamin Millepied en tant que directeur de la danse de novembre 2014 à juillet 2016, c'est Aurélie Dupont, l'ancienne étoile qui prend la direction du ballet de l'Opéra national de Paris. Après sa démission, en 2022, lui succède José Martinez.
Comme tous les secteurs du spectacle vivant, l'Opéra de Paris a souffert de la pandémie de Covid-19. Très peu de spectacles ont pu être donnés durant les années 2020 et 2021, et souvent avec des jauges de spectateurs, qui se sont accompagnées de pertes financières importantes pour l'institution. Malgré tout, la vie de la compagnie a perduré, avec notamment la nomination des Étoiles Paul Marque et Sae-Eun Park en pleine pandémie.

## Hiérarchie des danseurs
En 2025, le ballet compte 154 danseurs, dont 14 étoiles et 14 premiers danseurs, presque tous issus de l'école de danse de l'Opéra. Ils entrent par concours annuel et terminent leur carrière à 42 ans et demi.
De l'entrée dans le corps de ballet à la consécration, le ballet de l'Opéra a fixé une hiérarchie immuable parmi les danseurs et danseuses :
- 5e échelon : quadrille
- 4e échelon : coryphée
- 3e échelon : sujet
- 2e échelon : premier danseur
- 1er échelon : étoile

Les échelons 3 à 5 forment ensemble le « corps de ballet ».
La promotion au grade supérieur se fait par un concours de promotion interne, dont le jury est composé des membres de la direction de l'Opéra, des danseurs du ballet de l'Opéra national de Paris et des personnalités extérieures du monde de la danse. Ce concours a lieu chaque année en novembre.
Seules les étoiles ne sont pas issues de ce système : la nomination d'un premier danseur (plus rarement d'un sujet) au titre d'étoile est décidée par le directeur de l'Opéra national de Paris sur proposition du directeur de la danse à la suite d'une représentation. La procédure de nomination a varié avec le temps ; depuis 2004, elle se fait devant le public.

## Maîtres de ballet et directeurs de la danse
- 1673-1687 : Pierre Beauchamp
- 1687-1729 : Louis Pécour
- 1729-1739 : Michel Blondy
- 1739-1748 : Antoine Bandieri de Laval
- 1748-1768 : Jean-Barthélemy Lany
- 1770-1775 : Gaëtan Vestris
- 1776-1781 : Jean-Georges Noverre
- 1781-1783 : Dauberval et M. Gardel
- 1783-1787 : Maximilien Gardel
- 1787-1820 : Pierre Gardel
- 1820-1831 : Jean-Pierre Aumer
- 1831-1850 : Jean Coralli
- 1850-1853 : Arthur Saint-Léon
- 1853-1859 : Joseph Mazilier
- 1860-1868 : Lucien Petipa
- 1868-1869 : Henri Justamant
- 1869-1887 : Louis-Alexandre Mérante
- 1887-1907 : Joseph Hansen
- 1908-1909 : Léo Staats
- 1909-1910 : Louise Stichel
- 1911-1914 : Ivan Clustine
- 1919-1926 : Léo Staats
- 1927-1929 : Nicola Guerra
- 1930-1945 : Serge Lifar
- 1947-1958 : Serge Lifar
- 1958-1961 : George Skibine
- 1962-1969 : Michel Descombey
- 1969 - mars 1970 : John Taras
- mars 1970 - 11 juin 1970 : Roland Petit[9]
- 1970-1971 : Claude Bessy (par intérim)
- 1971-1977 : Raymond Franchetti (délégué général pour la danse, puis directeur)
- 1977-1980 : Violette Verdy
- 1980-1983 : Rosella Hightower
- 1983-1989 : Rudolf Noureev
- novembre 1989 - 1990 : Patrice Bart et Eugène Polyakov (par intérim)
- 1990-1994 : Patrick Dupond
- 1995-2014 : Brigitte Lefèvre
- 2014-2016 : Benjamin Millepied
- 2016-2022 : Aurélie Dupont
- 2022- : José Martinez

## Maîtres de ballet associés à la direction de la danse
Ce poste correspond au poste de Ballet master in chief aux États-Unis, c'est-à-dire un poste de maître de ballet principal. Comme son tire l'indique, il est associé à certaines décisions artistiques du directeur de la danse.

Ce poste est occupé par:
- Patrice Bart : 1990 - 30 mars 2011
- Laurent Hilaire : 2011 - juillet 2014
- Clotilde Vayer : 2014 - 2022
- Sabrina Mallem : 2022 -

## Maîtres de ballet
- 1983 : Claire Motte
- 1983 : Eugène Polyakov
- 1998-2000 : Jean Guizerix
- Mai 2011 : Lionel Delanoe

## Assistants maîtres de ballet
- Fabrice Bourgeois
- Viviane Descoutures
- Mai 2004 - avril 2011 : Lionel Delanoe
- 2011 : Béatrice Martel

## Maître à la  barre
- 1970-2001 : Gilbert Mayer

Quasiment toutes les grands danseurs d'aujourd'hui sont passées par les cours que Gilbert Mayer a dispensés comme professeur. Même Rudolf Noureev a pris sa classe pendant sept ans.
Gilbert Mayer est considéré comme le maître du style français à l’Opéra de Paris,.

## Anciens danseurs étoiles du Ballet de l'Opéra national de Paris
- 1940-1960 : Lycette Darsonval
- 1940-1944 : Solange Schwarz
- 1941-1946 : Serge Peretti
- 1941-1945 : Yvette Chauviré
- 1946-1959 : Michel Renault
- 1946-1949 : Roger Fenonjois
- 1947-1951 : Roger Ritz
- 1947-1957 : Christine Vaussard
- 1947-1947 : Ethéry Pagava
- 1947-1960 : Alexandre Kalioujny
- 1948-1957 : Micheline Bardin
- 1948-1963 : Max Bozzoni
- 1949-1957 : Nina Vyroubova
- 1951-1959 : Liane Daydé
- 1952-1960 : Madeleine Lafon
- 1953-1953 : Jean Babilée
- 1953-1964 : Youly Algaroff
- 1954-1967 : Jean-Pierre Andréani
- 1955-1958 : Peter van Dijk
- 1956-1972 : Claude Bessy
- 1957-1961 : Marjorie Tallchief
- 1957-1961 : George Skibine
- 1958-1971 : Josette Amiel
- 1960-1979 : Claire Motte
- 1961-1964 : Flemming Flindt
- 1961-1972 : Attilio Labis
- 1961-1974 : Jacqueline Rayet
- 1963-1968 : Ghislaine Thesmar
- 1963-1978 : Christiane Vlassi
- 1964-1986 : Cyril Atanassoff
- 1965-1983 : Nanon Thibon
- 1966-1969 : Jean-Pierre Bonnefous
- 1968-1983 : Noëlla Pontois
- 1969-1989 : Georges Piletta
- 1969-1983 : Wilfride Piollet
- 1971-1989 : Jean-Pierre Franchetti
- 1971-1989 : Michaël Denard
- 1972-1980 : Claudette Scouarnec
- 1972-1990 : Jean Guizerix
- 1972-1989 : Patrice Bart
- 1976-1980 : Dominique Khalfouni
- 1977-1995 : Charles Jude
- 1978-1993 : Claude de Vulpian
- 1978-1991 : Florence Clerc
- 1980-1997 : Patrick Dupond
- 1981-1999 : Elisabeth Platel
- 1982-1994 : Monique Loudières
- 1983-1997 : Françoise Legrée
- 1984-1989 : Sylvie Guillem
- 1985-2001 : Isabelle Guérin
- 1985-2007 : Laurent Hilaire
- 1986-2009 : Manuel Legris
- 1988-2005 : Elisabeth Maurin
- 1989-2008 : Kader Belarbi
- 1990-1998 : Marie-Claude Pietragalla
- 1993-2001 : Fanny Gaïda
- 1993-2001 : Carole Arbo
- 1993-2014 : Nicolas Le Riche
- 1997-2011 : José Martinez
- 1997-2013 : Agnès Letestu
- 1998-2015 : Aurélie Dupont
- 2002-2017 : Laetitia Pujol
- 2012-2018 : Josua Hoffalt
- 2002-2012 : Clairemarie Osta
- 2004-2018 : Marie-Agnès Gillot
- 2005-2008 : Wilfried Romoli
- 2005-2011 : Delphine Moussin
- 2005-2016 : Benjamin Pech
- 2006-2018 : Hervé Moreau
- 2007-2017 : Jérémie Bélingard
- 2009-2014 : Isabelle Ciaravola
- 2009-2018 : Karl Paquette
- 2013-2021 : Eleonora Abbagnato
- 2010-2022 : Stéphane Bullion
- 2013-2022 : Alice Renavand
- 2022-2022 : François Alu
- 2007-2023 : Emilie Cozette
- 2012-2024 : Myriam Ould-Braham
- 2015-2024 : Laura Hecquet
- 2004-2025 : Mathieu Ganio
- 2012-2025 : Ludmila Pagliero

## Actuels danseurs étoiles du Ballet de l'Opéra national de Paris
- Amandine Albisson, nommée le 5 mars 2014 à l'issue de la représentation d'Oneguine de John Cranko où elle interprétait Tatiana.
- Léonore Baulac, nommée le 31 décembre 2016 à l'issue de la représentation du Lac des cygnes de Rudolf Noureev où elle interprétait Odette et Odile
- Bleuenn Battistoni, nommée le 26 mars 2024 à l'issue de la représentation de La Fille mal gardée de Frederick Ashton où elle interprétait Lise.
- Valentine Colasante, nommée le 5 janvier 2018 à l'issue de la représentation de Don Quichotte de Rudolf Noureev où elle interprétait Kitri.
- Guillaume Diop, nommé le 11 mars 2023 à l'issue de la représentation de Giselle à Séoul dans le cadre de la tournée du Ballet de l'Opéra de Paris où il interprétait Albrech.
- Dorothée Gilbert, nommée le 19 novembre 2007 à l'issue de la représentation de Casse-Noisette de Rudolf Noureev où elle interprétait Clara.
- Mathias Heymann, nommé le 16 avril 2009 à l'issue de la représentation d'Oneguine de John Cranko où il interprétait Lenski.
- Germain Louvet, nommé le 28 décembre 2016 à l'issue de la représentation du Lac des cygnes de Rudolf Noureev où il interprétait le Prince Siegfried.
- Hugo Marchand, nommé le 3 mars 2017 à l'issue de la représentation de la Sylphide de Pierre Lacotte où il interprétait James.
- Paul Marque, nommé le 13 décembre 2020 à l'issue de la représentation de la Bayadère de Rudolf Noureev où il interprétait l'Idole Dorée.
- Marc Moreau, nommé le 2 mars 2023 à l'issue de la représentation de Ballet impérial de George Balanchine[13]
- Hannah O'Neill, nommée le 2 mars 2023 à l'issue de la représentation de Ballet impérial de George Balanchine[13]
- Sae Eun Park, nommée le 10 juin 2021 à l'issue de la représentation de Roméo et Juliette de Rudolf Noureev où elle interprétait Juliette.
- Roxane Stojanov, nommée le 28 décembre 2024 à l'issue de la représentation de Paquita de Pierre Lacotte où elle interprétait Paquita.

## Iconographie

### Edgar Degas et les danseuses du ballet de l'Opéra de Paris
Edgar Degas a consacré nombre de toiles, de pastels et de sculptures, dont la plus célèbre est La Petite Danseuse de quatorze ans, aux danseuses du ballet et de l'école de danse de l'Opéra de Paris, l'un de ses thèmes de prédilection. La précision des détails et la justesse du sujet est le résultat des fréquentes séances du peintre à la salle Le Peletier puis au palais Garnier.

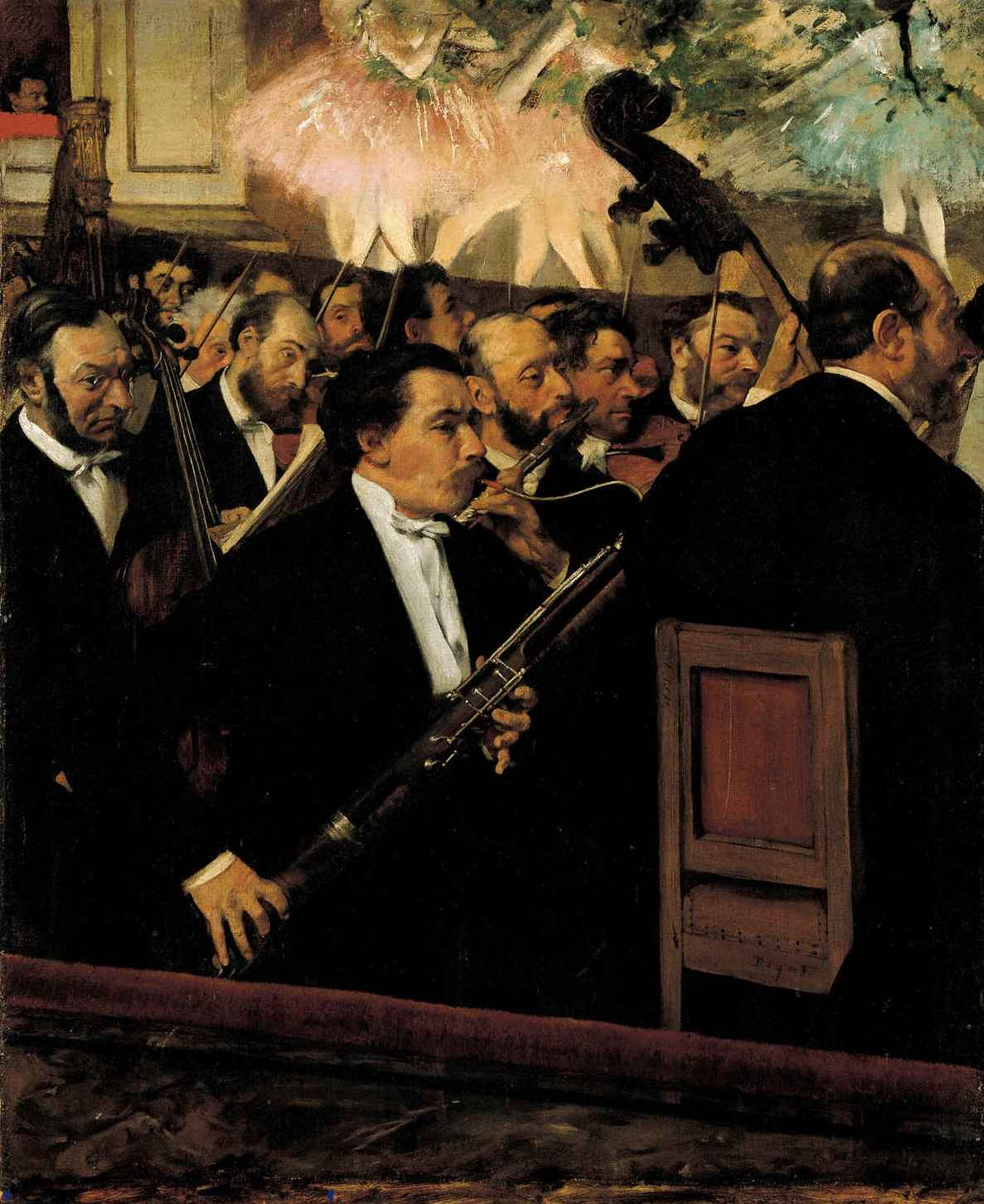
L'Orchestre de l'Opéra (Musée d'Orsay, 1868), montrant le corps de ballet au-dessus de la fosse de la salle Le Peletier au Théâtre impérial de l'Opéra
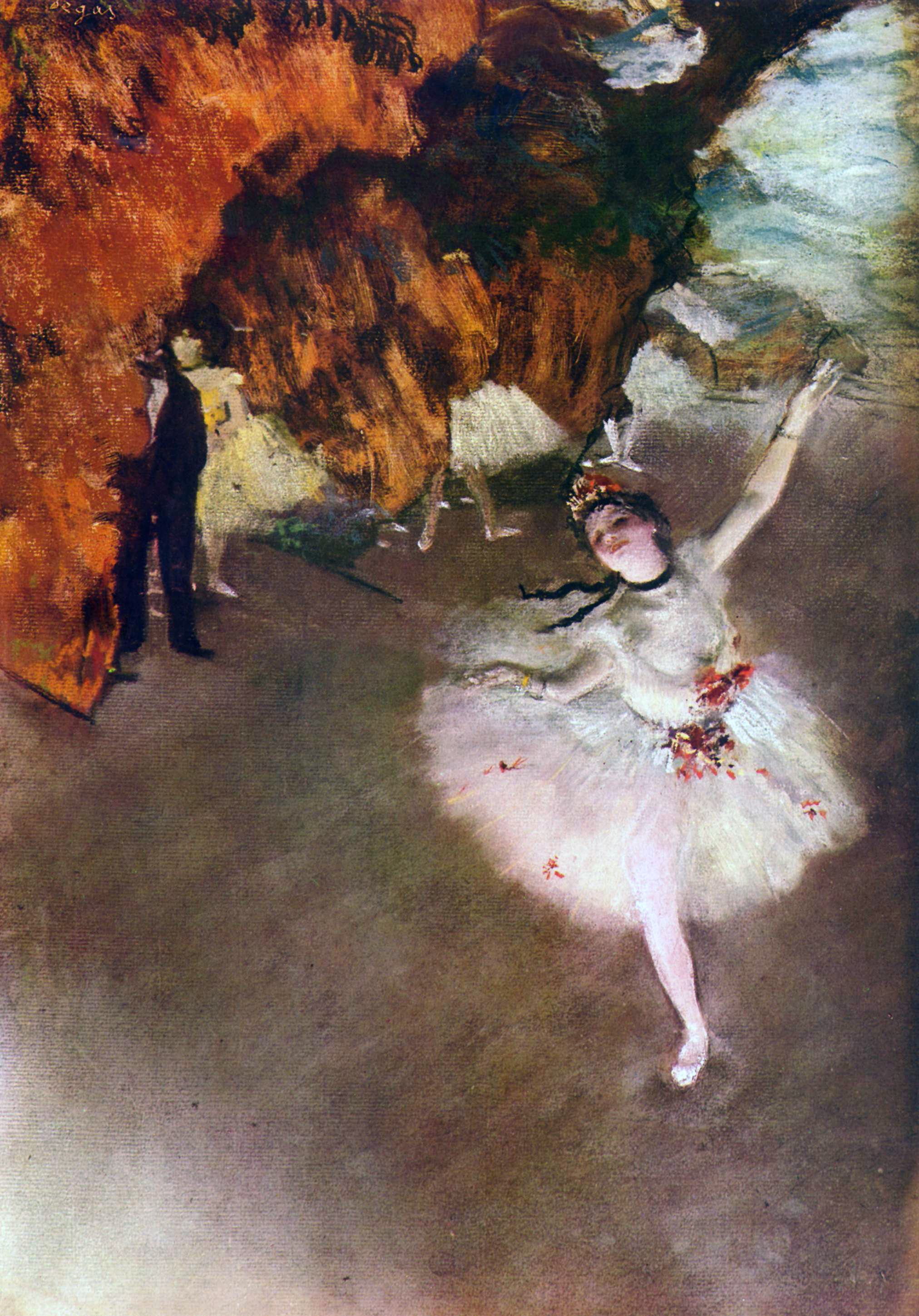
L'Étoile (Rosita Mauri) (1878)
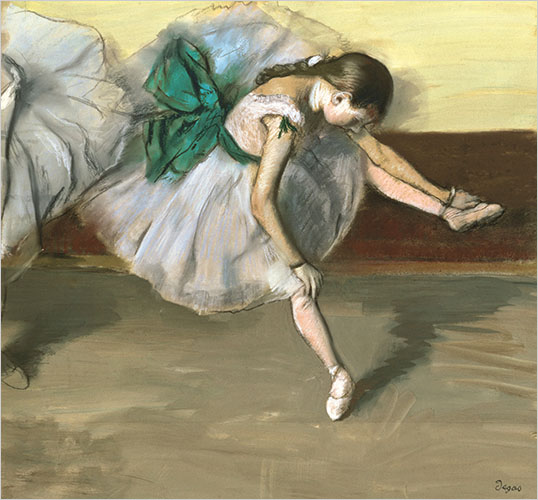
Danseuse au repos (v. 1879)
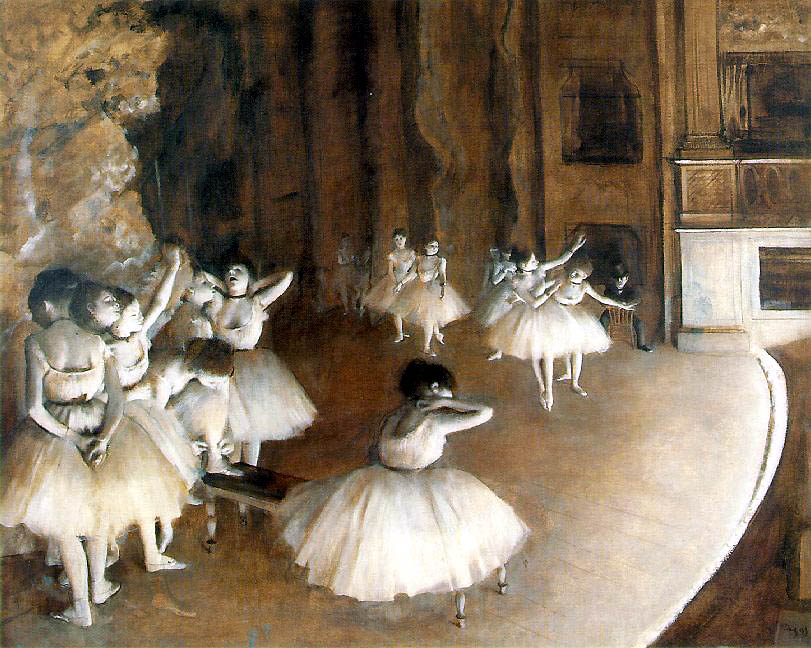
La Classe de danse (date inconnue)
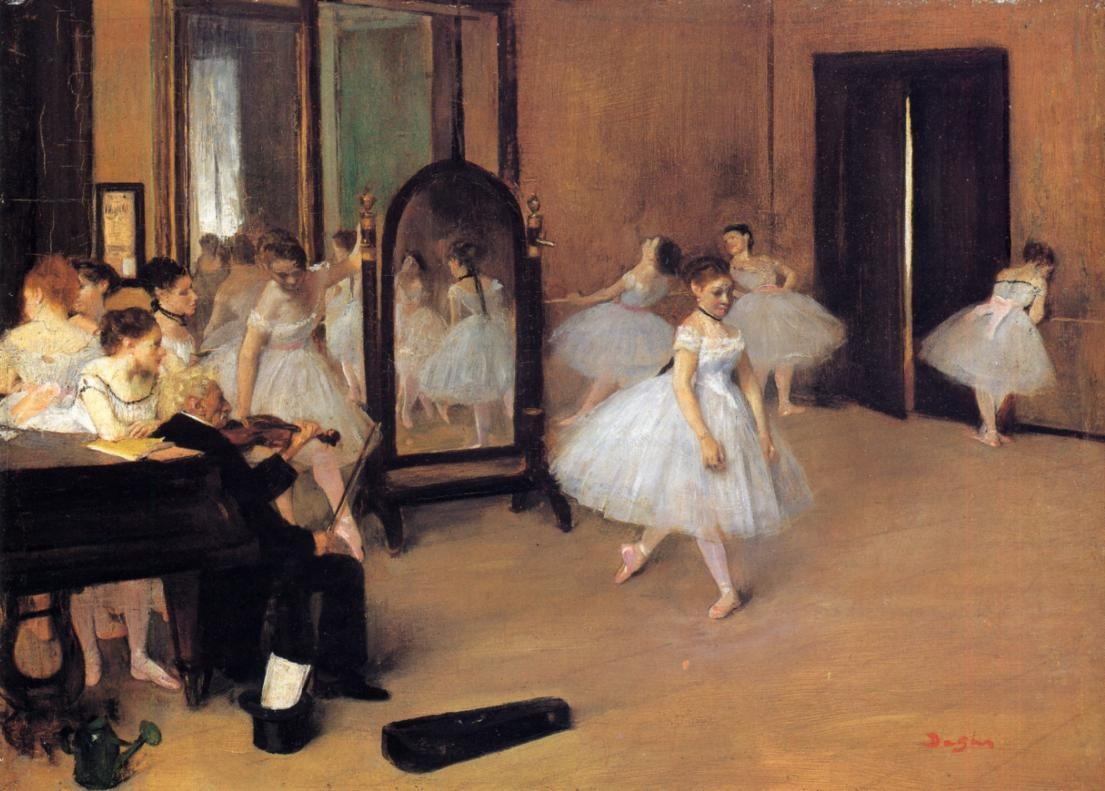
La Classe de danse (date inconnue)
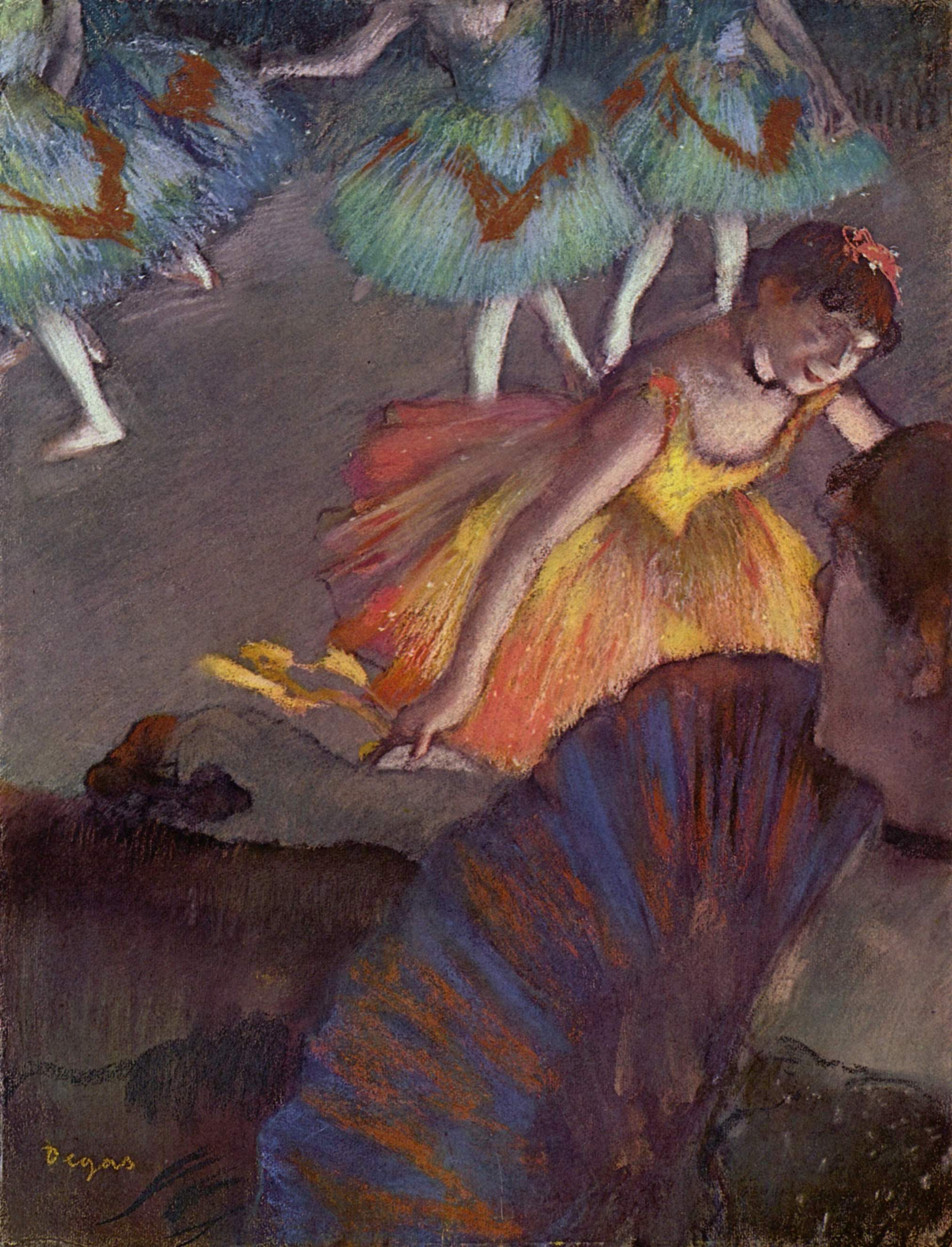
Le Ballet vu depuis une loge (1885)

### Interprètes du répertoire duXIXesiècleen images

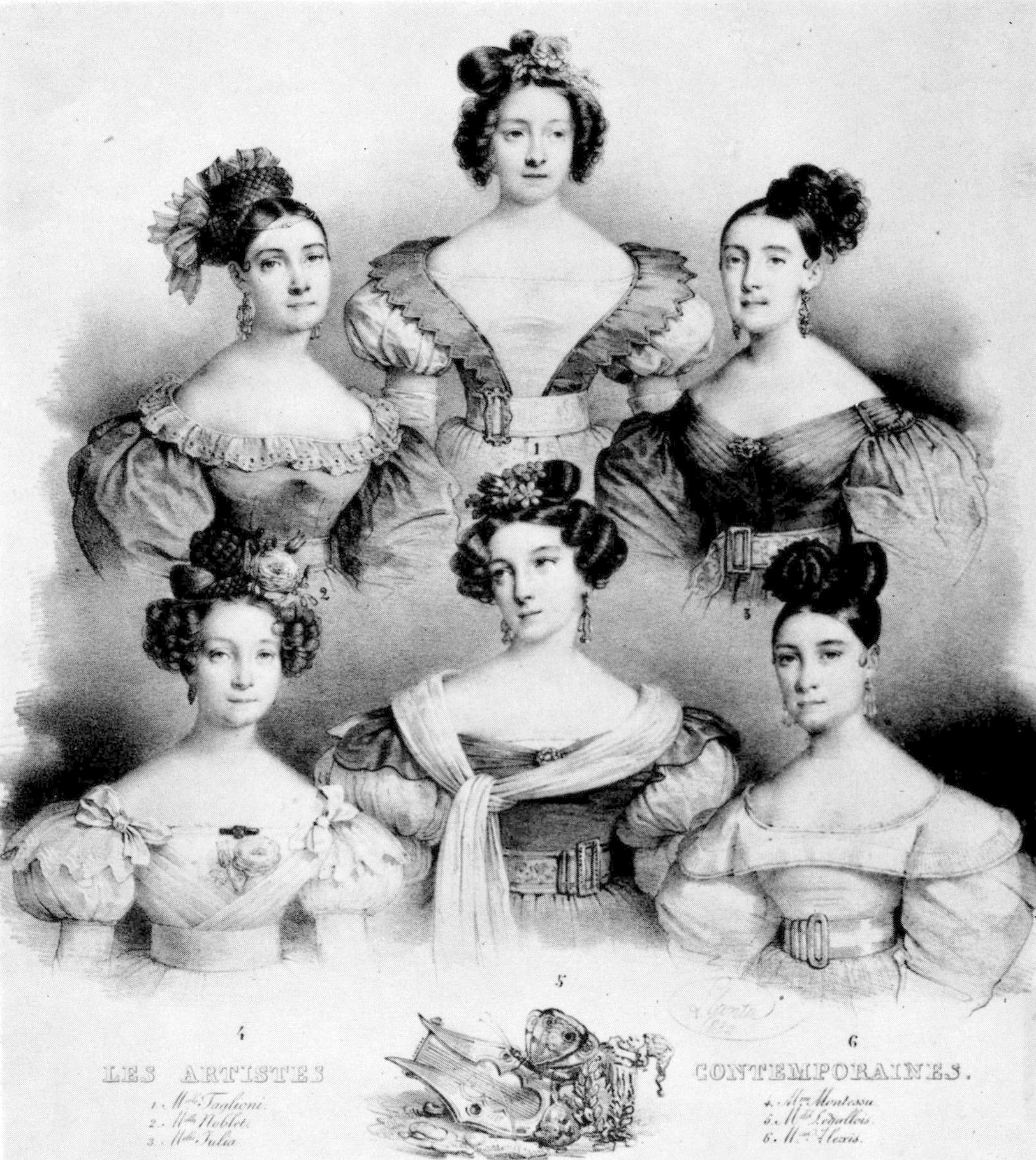
Lithographie de Lemercier à partir de dessins de Llanta représentant les premières ballerines de l'Opéra de Paris en 1832 : (2) Lise Noblet, (1) Marie Taglioni, (3) Constance Julia, (6) Alexis Dupont, (5) Amélie Legallois, et (4) Pauline Montessu
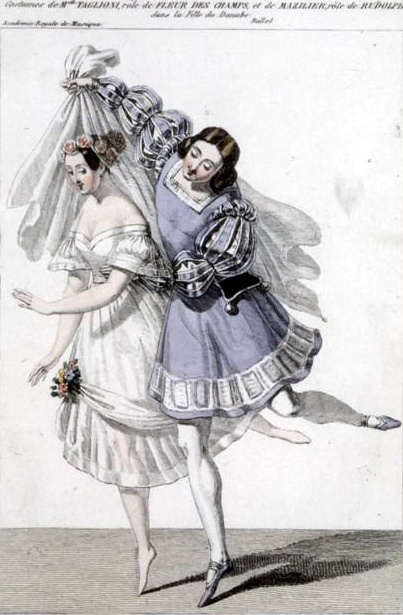
Gravure de Louis Maleuvre pour les costumes de Marie Taglioni (Fleur des champs) et Joseph Mazilier (Rudolph) dans le ballet-pantomime de Filippo Taglioni La Fille du Danube à l'Académie royale de Musique (Salle Le Peletier) en 1836
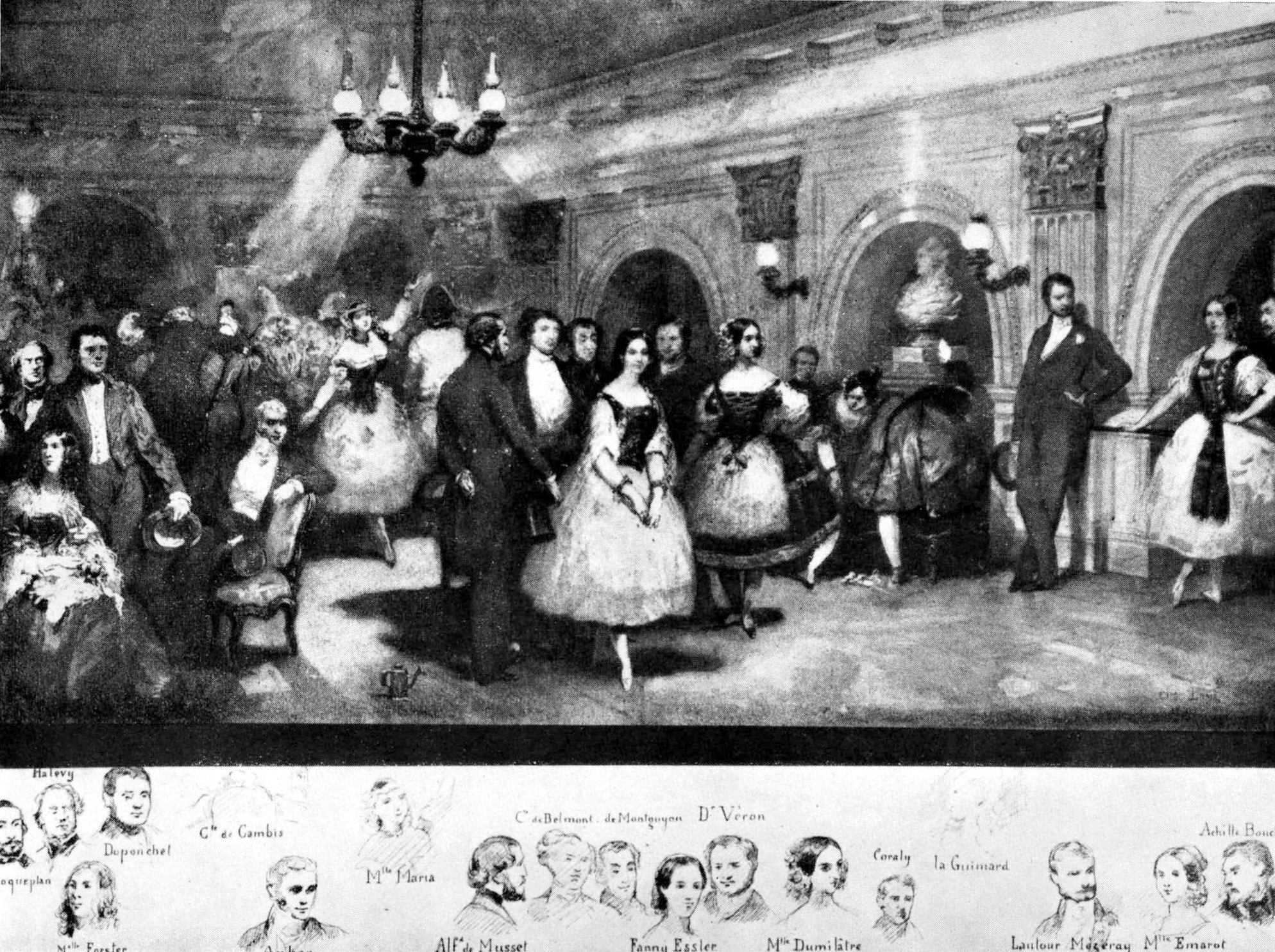
Lithographie d'Eugene Lami montrant quelques danseuses célèbres et leurs non moins célèbres mécènes au Foyer de la danse de la salle Le Peletier (Académie royale de Musique) en 1841
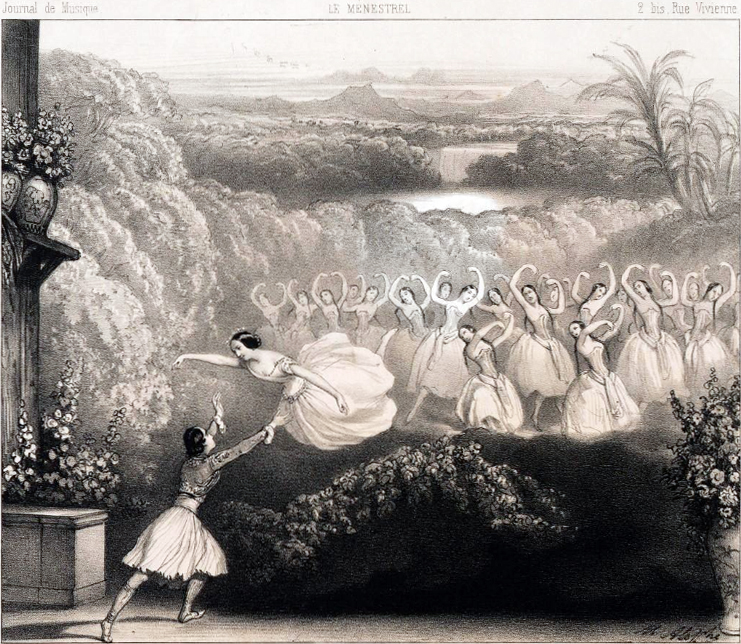
La Péri, ballet de Jean Coralli, Académie royale de musique, salle Le Peletier, 1843
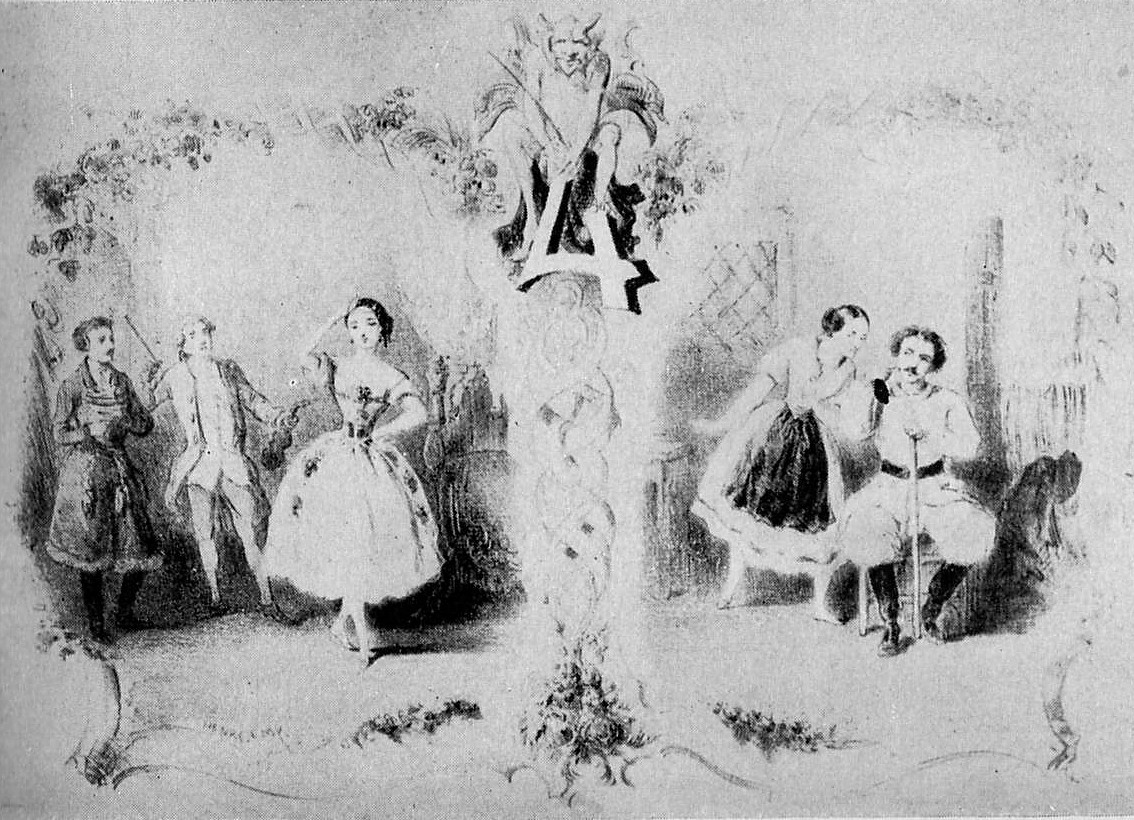
Lithographie annonçant une représentation du ballet Le Diable à quatre de Joseph Mazilier à la salle Le Peletier de l'Académie royale de musique en 1845
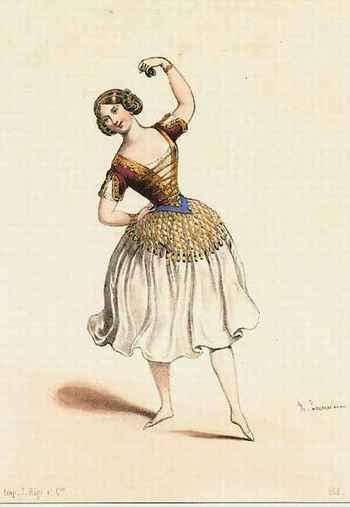
Carlotta Grisi, Paquita ballet de Joseph Mazilier, Académie royale de musique, salle Le Peletier, 1846
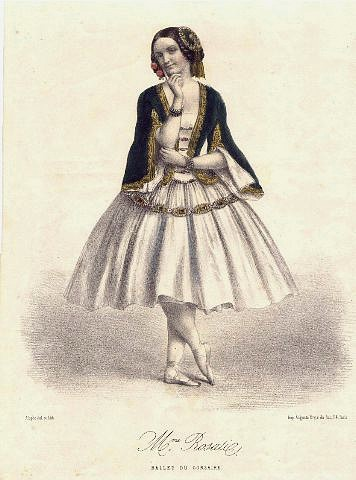
Lithographie représentant la ballerine italienne Carolina Rosati en Médora pour la première du Corsaire au Théâtre impérial de l'Opéra (salle Le Peletier) en 1856
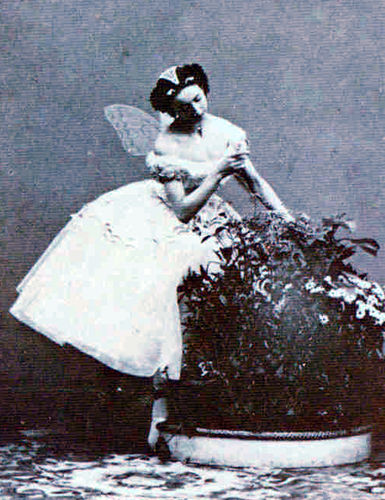
Emma Livry, Le Papillon, ballet de Marie Taglioni, Théâtre impérial de l´Opéra (salle Le Peletier) en 1860
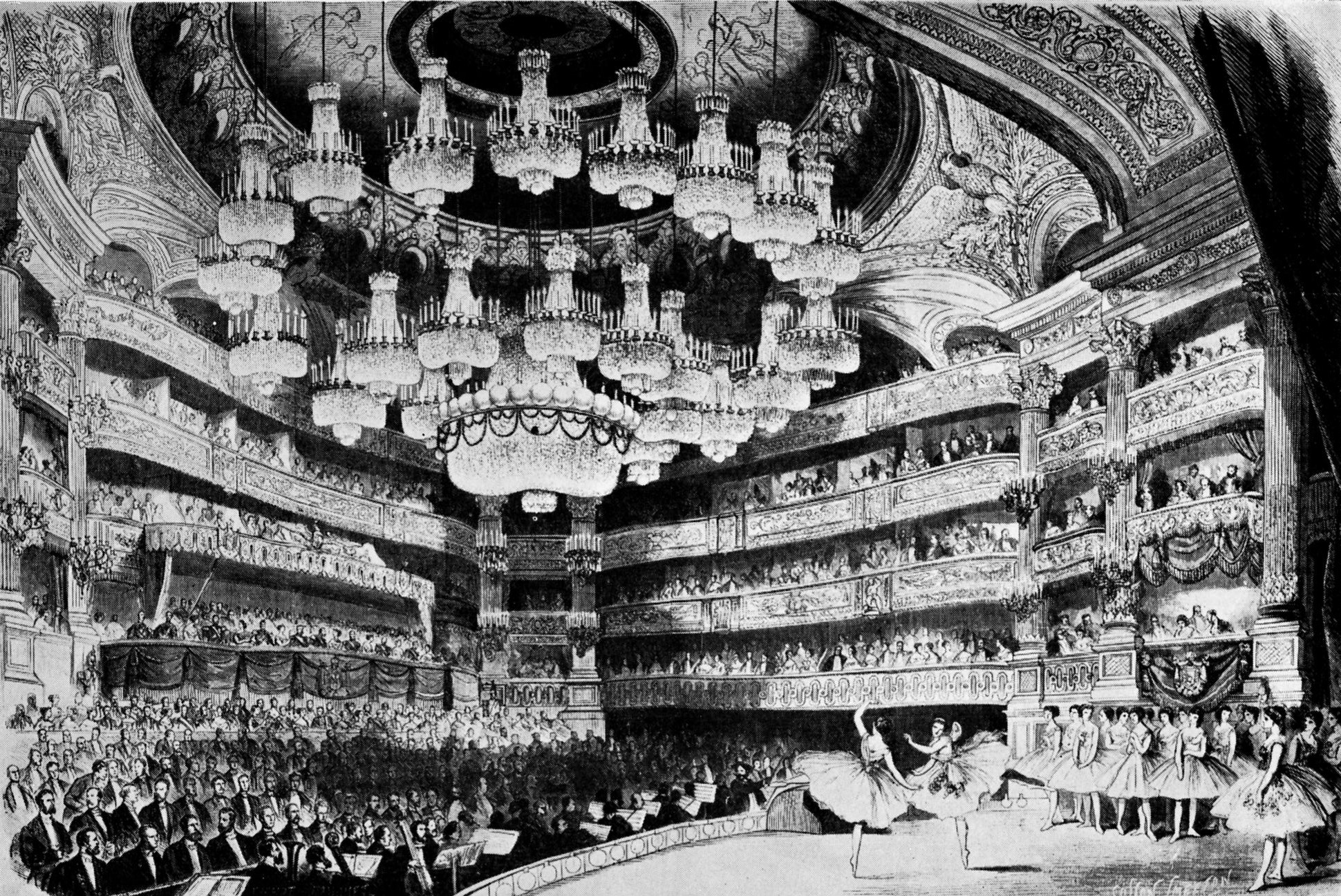
Lithographie de Colle Imerton illustrant une représentation de Giselle en l'honneur de la visite d'Alexandre II  au Théâtre impérial de l'Opéra (salle Le Peletier) en 1867
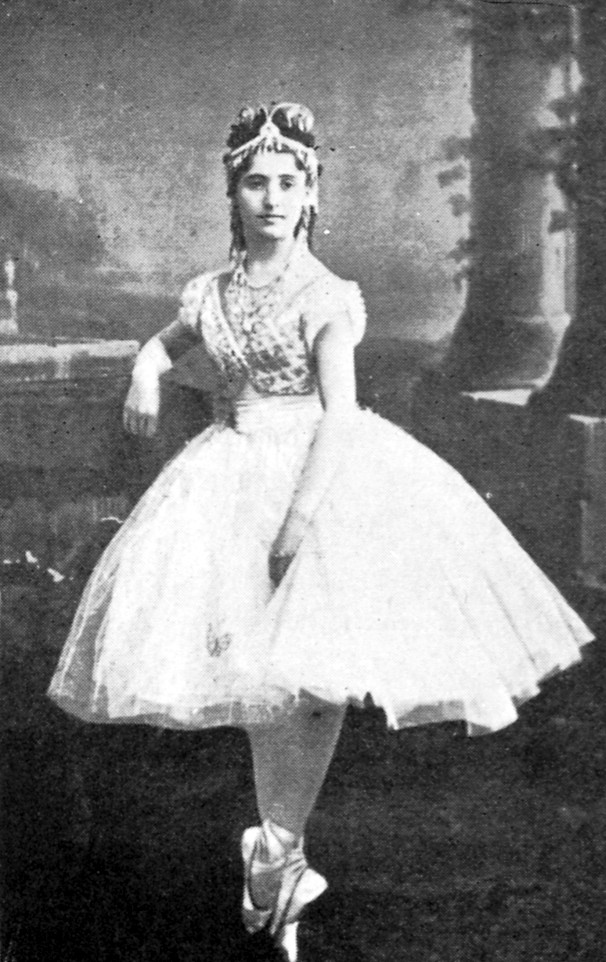
Photographie de Giuseppina Bozzacchi dans le rôle de Swanida du ballet Coppelia d'Arthur Saint-Léon au Théâtre impérial de l'Opéra (salle Le Peletier) en 1870
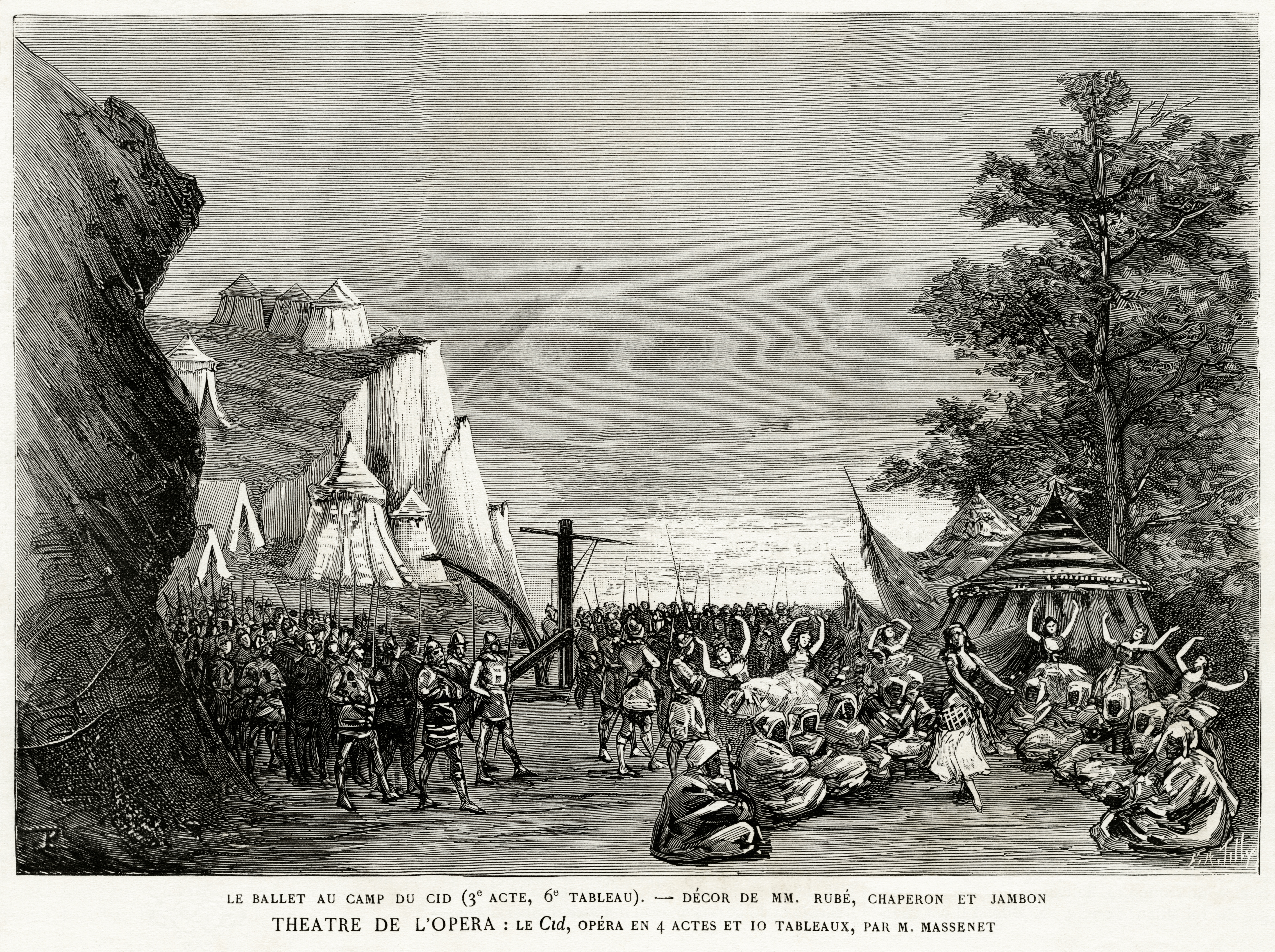
Le ballet au camp du Cid, à la première du Cid de Jules Massenet au Théâtre national de l'Opéra (Palais Garnier) en 1885
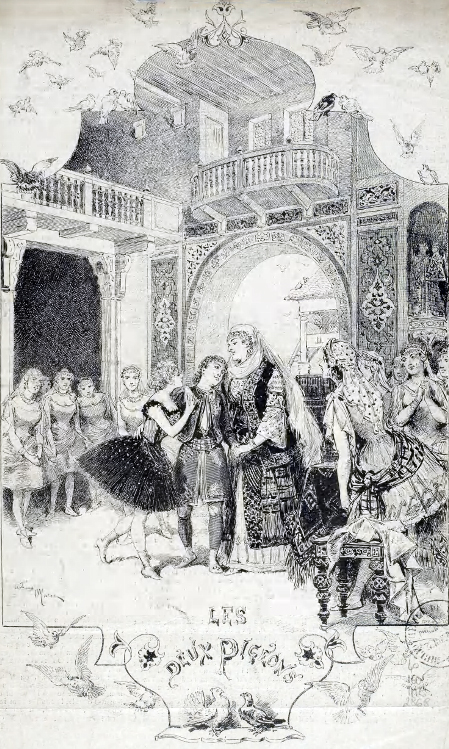
Les Deux Pigeons, ballet d'André Messager au Théâtre national de l'Opéra (Palais Garnier)  en 1886